# Csendes-óceáni bárdmakréla
A csendes-óceáni bárdmakréla (Selene brevoortii) a sugarasúszójú halak (Actinopterygii) osztályának sügéralakúak (Perciformes) rendjébe, ezen belül a tüskésmakréla-félék (Carangidae) családjába tartozó faj.

## Előfordulása
A csendes-óceáni bárdmakréla elterjedési területe a Csendes-óceán keleti része, a mexikói Alsó-Kalifornia legdélibb pontjától Ecuador partjáig.

## Megjelenése
Általában 25 centiméter hosszú, azonban 38 centiméteresre is megnőhet. Teste pikkely nélküli. Színezete aranyos vagy ezüstös, fémezett kék árnyalattal. Az ivadék sárgás, jól látszó sötét vonalakkal.

## Életmódja
Trópusi, tengeri halfaj, amely a partközeli sekély vizekben él. A tengerfenék közelében, kis rajokban úszik. Tápláléka kisebb kalmárok, krillek, soksertéjűek és kis halak.

## Felhasználása
A csendes-óceáni bárdmakrélát, csak kisebb mértékben halásszák; főleg a sporthorgászok. Frissen vagy sózva árusítják.